# Боовень
Боовень, Боовені (рум. Booveni) — село у повіті Долж в Румунії. Входить до складу комуни Дренік.
Село розташоване на відстані 184 км на захід від Бухареста, 27 км на південь від Крайови.

## Населення
За даними перепису населення 2002 року у селі проживали 413 осіб, усі — румуни. Усі жителі села рідною мовою назвали румунську.